# 珠峰翠雀花
珠峰翠雀花（学名：Delphinium chumulangmaense）为毛茛科翠雀属的植物，是中国的特有植物。分布在中国大陆的西藏等地，生长于海拔5,050米的地区，常生于山地，目前尚未由人工引种栽培。